# Jana Velďáková

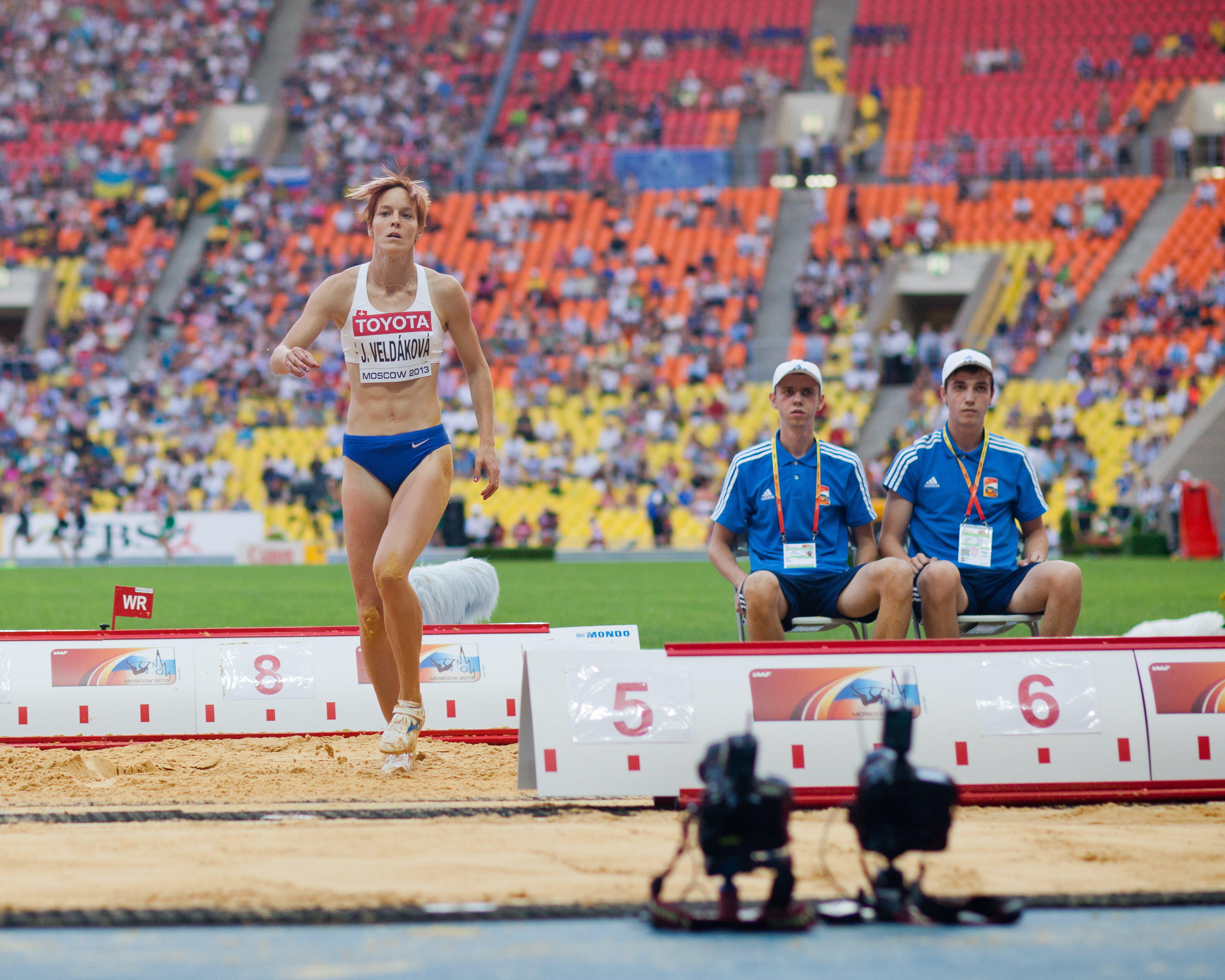
Jana Velďáková bei den Weltmeisterschaften 2013

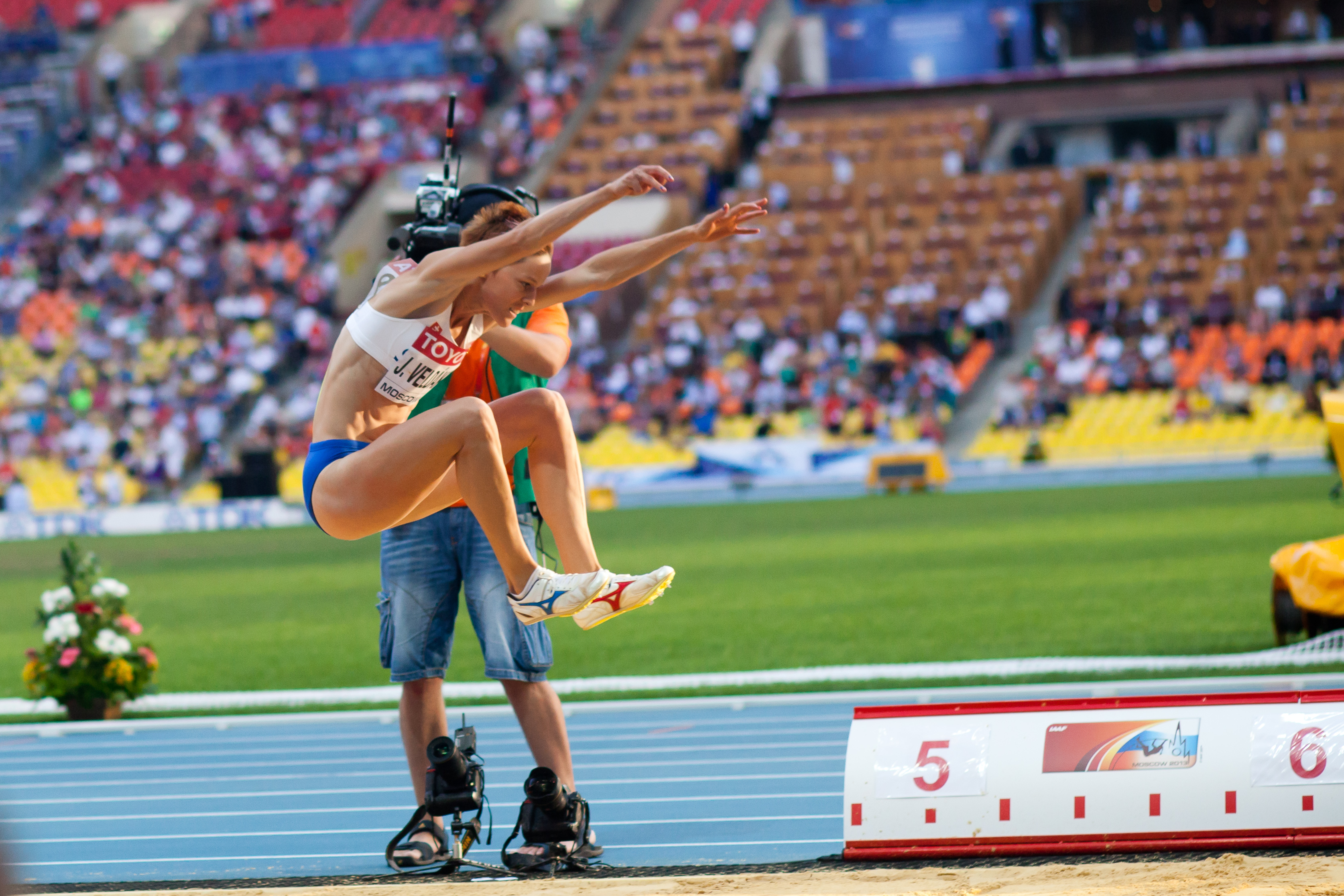
Jana Velďáková bei den Weltmeisterschaften 2013

Jana Velďáková (* 3. Juni 1981 in Rožňava) ist eine slowakische Weitspringerin.
Bei den Europameisterschaften 2006 in Göteborg wurde sie ebenso Zwölfte wie bei den Weltmeisterschaften 2007 in Osaka. 2008 schied sie bei den Olympischen Spielen in Peking ohne gültigen Versuch aus. Auch bei den Weltmeisterschaften 2009 in Berlin scheiterte sie in der Qualifikation.
2010 wurde sie Elfte bei den Europameisterschaften in Barcelona.
Ihre Zwillingsschwester Dana Velďáková ist als Dreispringerin erfolgreich.

## Persönliche Bestleistungen
- 60 m (Halle): 7,50 s, 21. Februar 2009, Bratislava
- 100 m: 11,81 s, 26. Juni 2010, Nitra
- Weitsprung: 6,72 m, 3. Mai 2008, Košice
  - Halle: 6,56 m, 3. Februar 2007, Stuttgart